# Dissociativ motorisk störning
Dissociativ motorisk störning eller psykogen paralys är en dissociativ störning som ger motoriska symtom. Personer som lider av störningen brukar framför allt påpeka sina fysiska problem, och vara omedvetna om, eller likgiltiga inför, de psykiska. Dissociativ motorisk störning brukade förr kallas hysteri.
Dissociativa störningar kan också ge konvulsioner samt anestesi eller hypestesi. Dessa ingår i den övergripande beteckningen konversionsstörningar.

## Symtom
Såsom en dissociativ störning uppkommer den dissociativa motoriska störningen i anslutning till ett trauma eller extrem stress. Den drabbade anser sig inte lida av ett psykiskt problem, utan av ett fysiskt; som regel är de fysiska symtomen representationer för personens uppfattning om en viss sjukdom, en fix idé. Det upplevda allvaret i de fysiska symtomen varierar från en situation till en annan, och när de fysiska symtomen uppkommer eller omtalas brukar personen visa ett beteende som kallas la belle indifférence, personen är likgiltig eller förnöjd över de fysiska symtomen, inte orolig eller rädd.
De vanligaste formerna av dissociativ motorisk störning är psykogen afoni, dysfoni, abasi, tremor, ataxi, pares eller paralys.
Personer med dissociativ motorisk störning är som regel mindre benägna att se psykiska orsaker till sina fysiska besvär än andra (som har patologisk grund till sina besvär). Tillståndet måste inte vara kroniskt, men pågår ofta flera månader eller år.

## Orsaker och differentialdiagnoser
Dissociativ motorisk störning kan misstas för en neurologisk sjukdom som nyss brutit ut, till exempel multipel skleros eller systemisk lupus erythematosus. Det är svårt att skilja dissociativa störningar från uppsåtlig simulering. En dissociativ störning uppkommer alltid i anslutning till ett trauma eller extrem stress. Vid dissociativ motorisk störning är den drabbade som regel till synes likgiltig inför traumat eller stressen, och för över sina upplevelser på de fysiska symtomen. Sättet att hantera kriser uppkommer i ung ålder och drabbar oftare kvinnor; som regel har personen tidigare varit drabbad av dissociativa motoriska störningar.
Motoriska symtom förekommer också vid andra psykiska störningar, till exempel vid schizofreni, depression, samt vid drogpåverkan.